# Mutistul
Mutistul (Mutistul = central; Mutistals kod Stearnsa 1882), jedno od sela Wappo Indijanaca koje se nalazilo u Knight's Valleyu (Knights) u okrugu Sonoma u Kaliforniji. John Reed Swanton ga navodi kao jedno od pet sela Centralnih Wappo ili Mutistul Wappo Indijanaca. Ostala četiri bila su: Maiyakama, Mêlka'wa-hotsa-noma, Nihlektsonoma i Tselmenan.
Dolina Knights Valley naseljena je najmanje 4.000 godina, a dobila je ime po Thomasu B. Knightu koji je kupio dio te doline na kojem se nalazio Rancho Mallacomes, zasadivši u njoj vinograde, breskve, jabuke i pšenicu.

## Vanjske poveznice
- Map of Mutistul (historical) in Sonoma, CA  Arhivirana inačica izvorne stranice od 29. srpnja 2013. (Wayback Machine)